# Денисова, Любовь Валерьевна
Любо́вь Вале́рьевна Дени́сова (в девичестве Бела́вина; род. 6 октября 1971) — российская легкоатлетка, специалистка по бегу на длинные дистанции и марафону. Наивысшие результаты показывала в 2000-х годах — участница и призёрка многих крупных соревнований на шоссе, победительница Гонолульского марафона, Лос-Анджелесского марафона (дважды). Мастер спорта России международного класса.

## Биография
Родилась 6 октября 1971 года.
Впервые заявила о себе на марафонской дистанции в 1993 году, когда с результатом 2:42:47 финишировала восьмой на открытом чемпионате России по марафону в Калининграде.
На открытом чемпионате России по марафону 1996 года в Москве стала бронзовой призёркой (2:46:18), уступив только Ирине Тимофеевой и Любови Моргуновой. В этом сезоне также пробежала Даляньский международный марафон (2:36:09) и приняла участие в чемпионате Европы по кроссу в Шарлеруа.
С 1997 года в основном выступала на коммерческих стартах в США, а позже переехала на постоянное жительство в Гейнсвилл, штат Флорида.
В 2002 году одержала победу на Лос-Анджелесском марафоне (2:28:49) и стала второй на Нью-Йоркском марафоне (2:26:17).
В 2003 году, помимо прочих стартов, показала второй результат на Бостонском марафоне (2:26:51).
На Нью-Йоркском марафоне 2004 года стала третьей, установив при этом свой личный рекорд — 2:25:18. Рассматривалась в качестве кандидатки на участие в летних Олимпийских играх в Афинах, однако в итоге тренерский штаб сборной отдал предпочтение другим бегуньям.
В 2005 году вновь выиграла Лос-Анджелесский марафон (2:26:11).
В 2006 году победила на Гонолульском марафоне (2:27:19).
Весной 2007 года Денисова была уличена в употреблении запрещённых веществ — её допинг-проба показала наличие анаболического стероида простанозола и повышенный уровень тестостерона. В итоге её отстранили от участия в соревнованиях на два года.
По окончании срока дисквалификации Любовь Денисова возобновила спортивную карьеру.
В 2012, 2013 и 2015 годах выигрывала Детройтский марафон. В 2018 году побеждала на марафонах в Олбани и Майами.
Окончила Поволжскую государственную академию физической культуры, спорта и туризма. Вместе с мужем Максимом Денисовым работает тренером в московском беговом клубе Gepard.